# Strijkkwartet in d-mineur (Heyerdahl)
Het Strijkkwartet in d mineur was het eerste strijkkwartet van de Noorse componist Anders Heyerdahl. Het werd in besloten kring uitgevoerd tijdens een concert dat later verder zou gaan onder de vlag van Kvartettforeningen. Het spelende kwartet op 6 februari 1883 bestond uit Gudbrand Bøhn, Ernst Solberg, Hans Marcus Zapffe en Johan Edvard Hennum (Kunstnerskvartett). Of het werk daarna nog is uitgevoerd is onbekend. 
De vier delen:
- Allegro moderato
- Romance (andante cantabile)
- Scherzo (allegretto)
- Allegro

Alhoewel het het eerste strijkkwartet van de componist was, draagt het werk geen nummering. Van de componist is een ander strijkkwartet Kwartet voor twee violen, altviool en cello als nummer 1 uitgegeven, maar dat dateert van veel later datum.